# ピアノ四重奏曲 ホ長調 (サン＝サーンス)
ピアノ四重奏曲 ホ長調 遺作 は、カミーユ・サン＝サーンスが作曲したピアノ四重奏曲。ピアノ四重奏曲第1番と呼ばれることもある本作は、サン＝サーンスがピアノ、ヴァイオリン、ヴィオラ、チェロのために作曲した最初期の作品である。彼が18歳だった1853年に完成され、曲は1992年まで草稿のまま残されていた。

## 概要
サン＝サーンスは本作を出版せず、パリ音楽院の図書館へ寄贈した。1964年にフランス国立図書館がその草稿を取得し、最終的に1992年にÉditions Musicales du Maraisから出版されることになった。
サン＝サーンスが本作を演奏しておきながら未出版のままにしていた理由は明らかではない。シルヴァートラストは自身の論文中で、オペラへの関心が高かった1850年代のフランスでは室内楽曲の出版が難しかった上、1870年代には普仏戦争を経験し、ベートーヴェン、シューベルト、シューマンから霊感を得ていることが聞き取れる本作は、響きがあまりにドイツ的なためにフランスで出版できなかっただろうと推測している。また、当時は同時代のフランスの作曲家に対して懐疑的な目を向けていたパリの聴衆に、自作を公表するのを躊躇った可能性も考えられる。

## 楽曲構成
曲は3つの楽章から構成される。
1. Poco andante - Allegro vivace
2. Andante
3. Allegro con fuoco